# Camera Hărților
Camera Hărților este o încăpere din Casa Albă. Este denumită așa pentru că în perioada celui de-al doilea răzoi mondial aici a fost centrul de comandă al trupelor americane ( fiind împânzită de hărți ).